# أليس فروست
أليس فروست (بالإنجليزية: Alice Frost) هي ممثلة أمريكية، ولدت في 1 أغسطس 1910 في منيابولس في الولايات المتحدة، وتوفيت في 6 يناير 1998 في نيبلز في الولايات المتحدة.

## وصلات خارجية
- أليس فروست على موقع IMDb (الإنجليزية)
- أليس فروست على موقع قاعدة بيانات برودواي على الإنترنت (الإنجليزية)
- أليس فروست على موقع ديسكوغز (الإنجليزية)
- أليس فروست على موقع قاعدة بيانات الفيلم (الإنجليزية)